# Alcedo coerulescens
El martín pescador azulado (Alcedo coerulescens) es una especie de ave coraciforme de la familia Alcedinidae endémica de Indonesia.

## Descripción
El plumaje de sus partes superiores es de color azul celeste brillante y las inferiores blancas, con la excececión de una amplia franja que le atraviesa el pecho. Su aspecto general es muy similar al del martín pescador común cambiando las partes naranjas de este por blanco y azul en el pecho.

## Distribución
Se extiende por las islas de la islas de la Sonda suroccidentales, desde el sur de Sumatra hasta Sumbawa, ocupando Java y todas las islas menores intermedias.